# Bertil Thorburn
Bertil William Thorburn, född 12 augusti 1907 i Uddevalla, död 5 juli 1997 i Morlanda församling, var en svensk affärsman och kommunalman.
Bertil Thorburn var son till vicekonsuln William Graham Thorburn och Sigrid Agrell och brorson till Charles Thorburn. Efter skolstudier i Uddevalla inskrevs han vid Handelshögskolan i Stockholm, där han 1927 avlade civilekonomexamen. 1928 avlade han kansliexamen vid Stockholms högskola. Sina studier inom handelsyrket fullföljde han under utlandsresor, bland annat till Sydamerika 1928 och Östasien 1931. 1946 besökte han Sydafrika. Thorburn hade 1929–1931 anställning i Stockholms enskilda bank och de närmast följande åren bland annat i And. Smiths kolimport i Stockholm samt knöts 1935 till Turitzkoncernen, där han stannade till 1941. Vid den palatsrevolution som då ägde rum, följde Thorburn med sin chef Herman Turitz över till hans nya företag, den kända göteborgsfirman Ferd. Lundquist & Co. Han var VD där 1941–1947 och innehade från 1945 samma befattning i AB Impo. Hans ekonomiska erfarenhet togs även i anspråk bland annat i styrelsen för Riksbankens kontor i Göteborg, Svenska mässan och försäkringsaktiebolaget Atlantica. Från 1951 var han vice ordförande i styrelsen för Göteborgs och Bohus läns sparbank. Han var även ledamot av Göteborgs handelsförenings fullmäktige och av styrelsen för Handelshögskolan i Göteborg. Som representant för Folkpartiet lät han 1946 välja in sig i stadsfullmäktige, där han redan under sin första period innehade uppdragen som ledamot av stadskollegiet och som fullmäktiges andre vice ordförande. Sedan efter 1950 års val den liberala fraktionen ytterligare förstärkts blev Thorburn förste vice ordförande. Hans omfattande språkkunskaper utnyttjades flitigt för den utlandsrepresentation, som Göteborgs stad var mån om att upprätthålla och särskilt efter andra världskriget blev viktig. Han var även en av de ledande krafterna inom Bohusläns företagareförening och 1945 års skärgårdsutredning. Han intresserade sig även för turismen på västkusten och var verksam som ledamot av styrelsen och en tid ordförande för Göteborgs och Bohusläns turisttrafikförening.